# Непорожний, Пётр Степанович
Пётр Степа́нович Непоро́жний (укр. Петро́ Степа́нович Непоро́жній; 30 июня (13 июля) 1910, с. Тужилов, Пирятинский уезд, Полтавская губерния, Российская империя — 9 июля 1999, Москва, Российская Федерация) — министр энергетики и электрификации СССР с 1962 по 1985 год, специалист в области электроэнергетики, доктор технических наук, профессор кафедры «Гидроэнергетика» Московского энергетического института (МЭИ), член-корреспондент Академии наук СССР (1979; c 1991 — Российской академии наук).

## Биография
Родился в украинской крестьянской семье.
Трудовую деятельность начал в 1929 году, работая в системе Средне-Азиатского управления водного хозяйства (Средазводхоз), занимал различные руководящие должности, возглавлял участок строительства гидроэлектростанции.
В 1933 году окончил Ленинградский институт инженеров водного транспорта, получил специальность инженера-гидротехника по речным сооружениям.
В 1933—1935 годах проходил службу в рядах Военно-Морского Флота РККА.
В 1935—1937 годах работал в проектном институте в Ленинграде, на строительстве Чирчикских ГЭС; в 1937—1940 годах — в аппарате Наркомата тяжёлой промышленности СССР.
В 1940—1954 годах был главным инженером, начальником проектного института в Ташкенте, затем — главным инженером на строительстве ГЭС в Ленинградской области и Каховской ГЭС в Херсонской области Украинской ССР.
С 1954 года — заместитель Председателя Совета Министров УССР, председатель Госстроя Украинской ССР.
С 1959 года — первый заместитель министра строительства электростанций СССР.
В 1962—1985 годах возглавлял Министерство энергетики и электрификации СССР.
С 1985 года — на пенсии.
Кандидат в члены ЦК КПСС (1966—1971), член ЦК КПСС (1971—1986). Депутат Совета Национальностей Верховного Совета СССР 7-11 созывов (1966—1989) от Таджикской ССР.
Похоронен на Новокунцевском кладбище в Москве.

## Деятельность
П. С. Непорожний был вдохновителем и организатором большой программы строительства гидроэлектростанций в створах с напорами от 10 до 250 м в самых разнообразных природных условиях. Все крупные гидроэлектростанции были построены по этой программе: каскад Волжских ГЭС — Куйбышевская, Волгоградская, Саратовская, Нижнекамская, Чебоксарская; крупнейшие в мире сибирские ГЭС — Братская, Красноярская, Саяно-Шушенская, Усть-Илимская; в республиках Средней Азии — Нурекская, Токтогульская и другие.
В период руководства П. С. Непорожним Минэнерго СССР в стране была осуществлена программа строительства мощных атомных электростанций, в том числе: Нововоронежской, Белоярской, Курской, Чернобыльской, Смоленской, Ровенской, Запорожской, Кольской, Армянской АЭС и других.
Наряду с выполнением большой программы энергетического строительства Министерство энергетики и электрификации СССР осуществило строительство уникальных промышленных комплексов, таких, как Волжский и Камский автомобильные заводы, завод «Атоммаш», Братский и Усть-Илимский лесопромышленные комплексы, крупнейшие предприятия химической промышленности в Саратове, Тольятти, Нижнекамске, Оренбурге и других городах.
Одно из главных достижений — создание в стране Единой энергетической системы (ЕЭС), одной из наиболее мощных, надёжных и экономичных из подобных систем в мире. Находясь с визитом в США, Непорожний встречался с президентом Никсоном и высказал своё мнение о необходимости иметь межсистемные связи. Американцы учли совет, и теперь основные районы США связаны ЛЭП напряжением 500 и 750 кВ.
Долгое время он активно участвовал в работе Постоянной комиссии СЭВ по сотрудничеству в области электроэнергетики в качестве председателя и руководителя её советской части. Он был председателем Национального комитета СССР по участию в международных энергетических организациях. Являлся почётным президентом МИРЭК. П. С. Непорожний также возглавлял Совет по комплексному использованию водных ресурсов страны Государственного комитета СССР по науке и технике.
Очевидцы утверждали, что Непорожний лично посещал все строящиеся объекты электрификации страны, и заводы, на которых проектировали и изготавливали оборудование для них.

### Научная деятельность
П. С. Непорожний — автор свыше 200 научных трудов.
В 1947 году защитил диссертацию на соискание ученой степени кандидата технических наук.
В 1957 году в Киевском инженерно-строительном институте защитил диссертацию на соискание ученой степени доктора технических наук по теме «Основы рациональной технологии возведения крупных бетонных и железобетонных сооружений».

## Звания и награды
Государственная, инженерная, научная и общественная деятельность П. С. Непорожнего отмечена высокими правительственными наградами: четырьмя орденами Ленина (в том числе 11.07.1980), орденом Октябрьской Революции, орденом Трудового Красного Знамени, орденом «Знак Почёта» и многими медалями, орденами иностранных государств. Он — лауреат Ленинской премии. «Почётный гражданин города-героя Смоленска».

## Память
- По инициативе РАО «ЕЭС России» в 2002 году крупнейшей в России Саяно-Шушенской гидроэлектростанции было присвоено имя П. С. Непорожнего. В музее строительства гидростанции хранятся его личные вещи, подаренные семьёй Непорожних.
- В Херсонской области имя П. С. Непорожнего присвоено Каховской ГЭС, на которой он работал главным инженером на строительстве этой ГЭС в качестве главного инженера «Днепростроя». В здании административно-бытового корпуса имеется его бюст, на стене станции — мемориальная доска.
- В Тольятти одна из улиц микрорайона «Северный» носит имя П. С. Непорожнего.
- В соответствии с постановлением Кабинета Министров Украины от 26 июня 2000 года, на родине П. С. Непорожнего — в райцентре Яготин Киевской области (хутор Тужилов был введён впоследствии в черту города) — ему возведён памятник-бюст.
- Мемориальная доска на фасаде здания «Интератомэнерго» на доме № 20 по Китайгородскому проезду в Москве.
- Имя П. С. Непорожнего присвоено аудитории Г-300 НИУ «МЭИ».
- В память о Петре Непорожнем Решением Совета депутатов поселения Московский № 2/62 от 9 февраля 2023 года переименована часть бывшего проектируемого проезда № 6492 в поселении Московский Новомосковского административного округа между проектируемым проездом № 940 и Киевским шоссе.

## Галерея

Мемориальная доска на Каховской ГЭС
Бюст в здании Каховской ГЭС
Мемориальная доска на фасаде здания «Интератомэнерго»
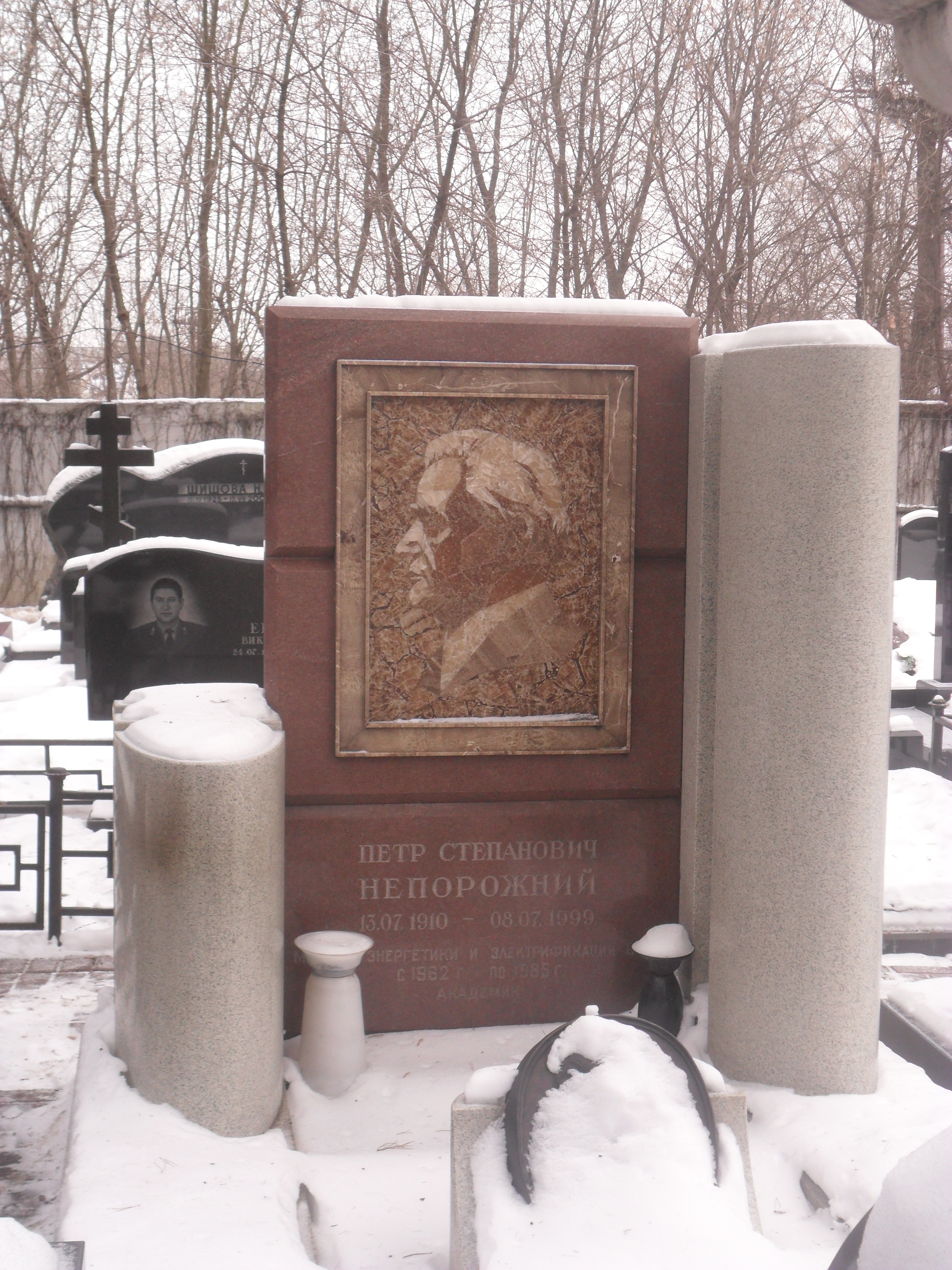
Могила П. С. Непорожнего на Кунцевском кладбище Москвы.
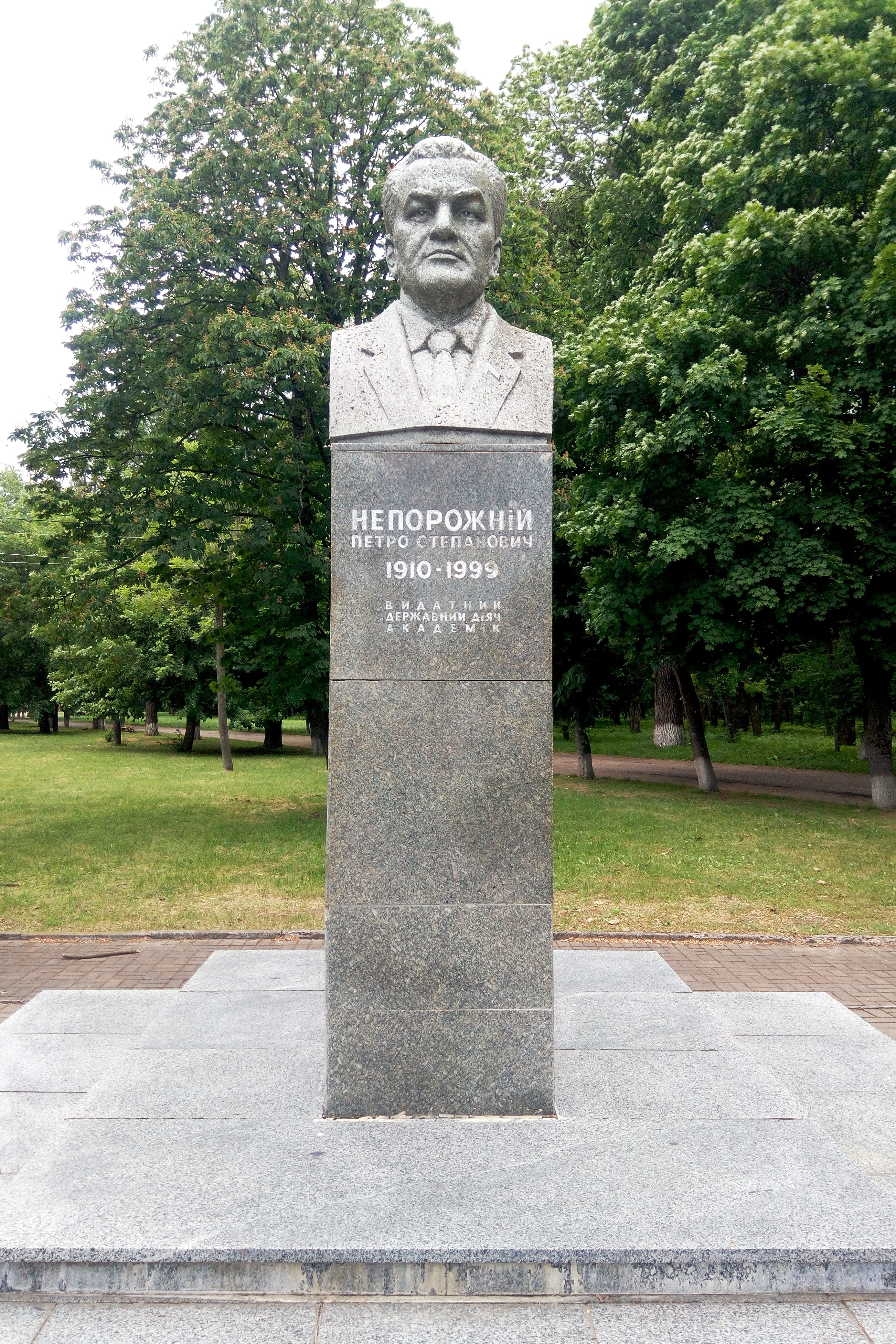
Бюст Петру Непорожнему в Яготине